# Bizou
Bizou är en kommun i departementet Orne i regionen Normandie i nordvästra Frankrike. Kommunen ligger i kantonen Longny-au-Perche som tillhör arrondissementet Mortagne-au-Perche. År 2022 hade Bizou 141 invånare.

## Befolkningsutveckling
Antalet invånare i kommunen Bizou
| Referens: INSEE |